# توري بيلليس
توري بيلليس، (بالإنجليزية: Torre Pellice)‏، هي (بلدية) في مقاطعة تورينو، في منطقة بيدمونت الإيطالية، وتقع على بعد حوالي 45 كم (28 ميل) جنوب غرب تورينو. يعبرها نهر بيلليس.

## السكان
في سنة 1861 بلغ عدد السكان 4٬245 نسمة، وتطور العدد ليصل في سنة 2011 لـ 4٬573 نسمة.
يظهر هذا المخطط البياني تطور النمو السكاني لـ توري بيلليس